# City of London Sinfonia
La City of London Sinfonia (CLS) è un'orchestra da camera inglese con sede a Londra. La CLS si esibisce regolarmente in tutta la città di Londra in vari locali, dai club di Londra Est alle sale da concerto tradizionali del centro di Londra. La CLS è l'Orchestra stabile del famoso Opera Holland Park ed ha sviluppato stretti legami con i partner di joint venture in Messico e Giappone. Fecero un tour del Messico nel maggio 2015 e si accingono ad intraprendere un tour di concerti in Giappone nel marzo 2017. La CLS esegue musica da camera e il repertorio corale del periodo barocco ai giorni nostri ed ha una reputazione particolare per la sua attenzione sulla programmazione della voce umana.

## Storia
Richard Hickox fondò la CLS nel 1971 e rimase il suo direttore musicale e direttore artistico fino alla sua morte nel novembre 2008. In passato i principali direttori ospiti sono stati Marin Alsop e Douglas Boyd. Nel novembre 2009 la CLS annunciò la nomina di Stephen Layton come secondo direttore artistico, con efficacia dalla stagione 2010-2011. Allo stesso tempo la CLS annunciò la nomina di Michael Collins anch'egli come Direttore Principale, effettivo dal settembre 2010.
La CLS ha vinto diversi premi, come il Royal Philharmonic Society's Large Ensemble Award, il Best Opera Recording Grammy per la sua registrazione del Peter Grimes di Benjamin Britten e l'Arts, Business and Sustainability Award dalla organizzazione nazionale Arts & Business, in riconoscimento dei risultati della partnership con i principali sponsor MMC.
La CLS ha registrato musica da camera e operistica di repertorio per un certo numero di etichette, tra cui Chandos e Hyperion.

## Meet the Music
Il programma Meet the Music di CLS passa più di 170 giorni in comunità ogni anno a fare musica con oltre 14.000 persone. I progetti attuali includono Benessere con la Musica in ambienti sanitari, dove i musicisti fanno esecuzioni, spesso al capezzale dei pazienti e nei progetti finali per i ragazzi nei principali ospedali di insegnamento di Londra, tra cui il Great Ormond Street. Essi si impegnano inoltre a fare visite regolari nelle case di cura nel nord di Londra, a fare musica con i sopravvissuti dell'Olocausto o coloro che soffrono di demenza. I progetti di educazione della CLS, Crescita con la Musica, vedono i musicisti CLS lavorare con i bambini molto piccoli (di età compresa tra 3-7 anni) nelle comunità che sono geograficamente o economicamente isolate, tra il Suffolk rurale e Tower Hamlets. Lavorando a stretto contatto con le scuole e i centri di educazione musicale questi progetti colmano un gap importante nell'educazione dei ragazzi in un momento cruciale del loro sviluppo accademico e sociale.

## Direttori artistici
- Richard Hickox (1971–23 novembre 2008)
- Stephen Layton (settembre 2010–attuale)
- Michael Collins (settembre 2010–attuale)